# 리흐터스펠트

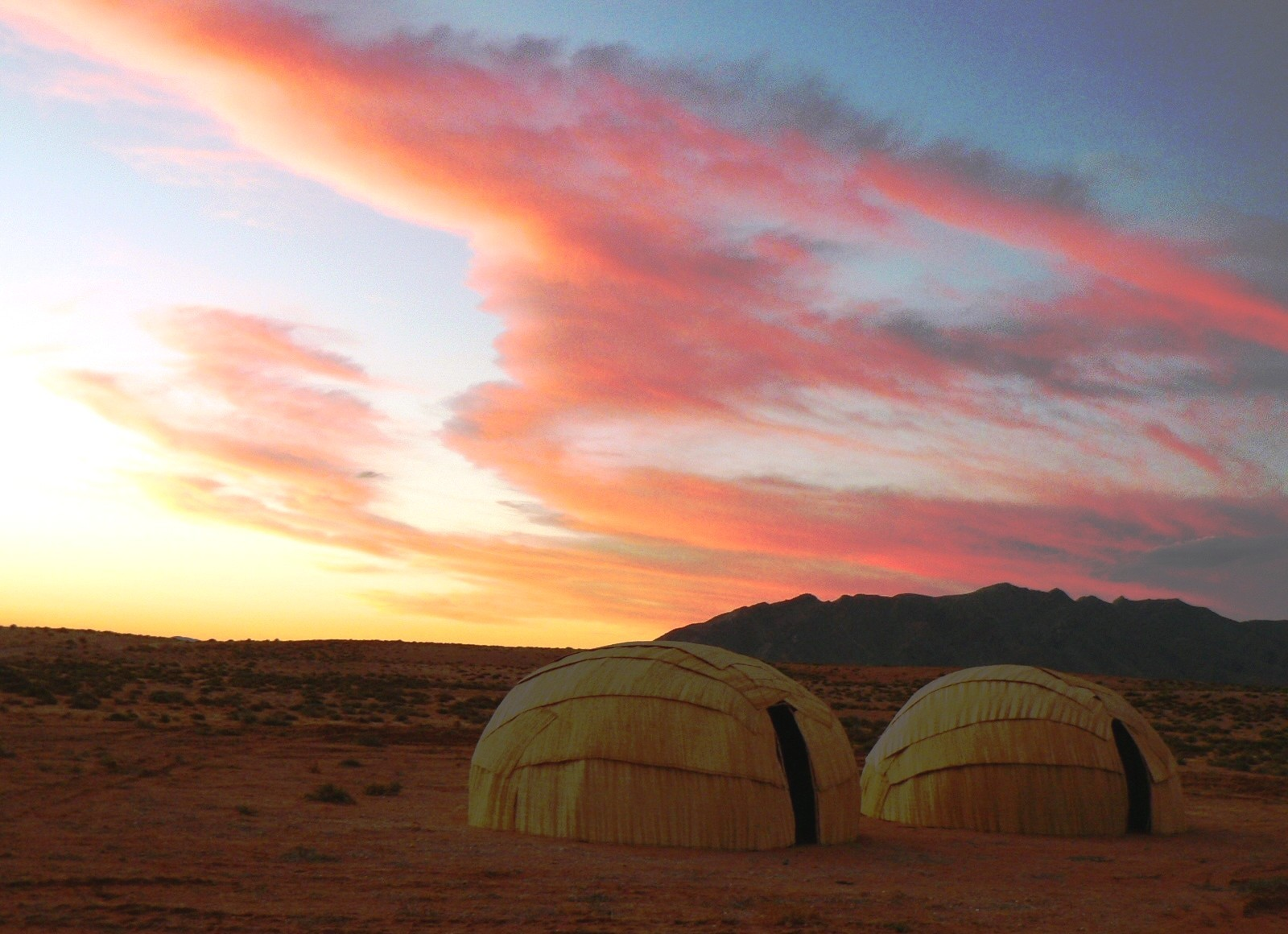

리흐터스펠트(Richtersveld)는 남아프리카 북부 케이프 지역의 북서쪽 모퉁이에 위치한 험준한 절벽과 높은 산이 특징인 사막 풍경이다. 이곳은 평평하고 모래가 많은 해안 평야부터 화산암으로 이루어진 험준하고 뾰족한 산, 이웃 나미비아와의 국경을 형성하는 오렌지강의 울창한 풍경까지 변화무쌍한 풍경으로 가득하다. 이 지역의 고도는 해발 기준으로 코넬버그의 해발 1,377m(4,518피트)에 이른다. 남아프리카공화국 노던케이프주의 북서쪽에 위치한 리히터스벨트는 지구상에서 유일하게 건조한 생물다양성 핫스팟으로 간주되며, 이 지역의 대부분은 문화적 가치로 인해 유네스코 세계유산목록에 등재되어 있다.
리흐터스펠트의 나마인들은 자신들의 전통 토지에 대한 소유권을 주장하고 미래의 연구와 관광을 위해 이러한 보존을 따로 남겨두었다. 이 지역의 북부 지역은 국립공원위원회와 이 지역에서 계속해서 살고 가축을 방목하는 현지 나마인 사이의 18년간의 협상 끝에 1991년에 선포되었다. 면적은 1,624.45 평방 킬로미터(627.20 평방 마일)이다. 이곳은 가축과 함께 계절에 따라 이동하고 연약한 다육 생태계를 활용하는 소위 트랜스휴먼적 라이프스타일을 살아가는 나마인을 위한 공간이다. 지역사회 보호구역은 북쪽으로 리흐터스펠트 국립공원(리흐터스펠트 지역사회와 남아프리카 국립공원에서 관리), 나바비엡주(Nababiep) 자연 보호구역 및 나마인이 생활 방식을 계속 이어갈 수 있도록 지정된 지역사회 방목지와 경계를 이루고 있다.